# Mononobe no Moriya
Mononobe no Moriya (物部守屋, , também conhecido como Mononobe Yuge no Moriya no Muraji ou Ō-muraji Yuge no Moriya e Soga no Umako no Sukune, morreu em 587) foi um Ōmuraji , uma das posições mais importantes do antigo estado Yamato , tendo herdado a posição de seu pai Mononobe no Okoshi . Como seu pai, ele era um oponente do Budismo , que tinha sido recentemente introduzido no Japão a partir do estado Coreano de Baekje .
Ao lado Nakatomi no Katsumi, Moriya trabalhou para neutralizar os esforços de Soga no Umako , outro alto escalão nobre que apoiou a adoção do budismo. Embora Mononobe e Nakatomi tivessem um breve sucesso sob o reinado do Imperador Bidatsu (572-585),  seu sucessor, o Imperador Yōmei , tornou-se budista e assim a sorte de Mononobe virou .
Após a morte do Imperador Yōmei em 587, a disputa entre os Clãs Mononobe e Soga cresceu, cada um procurando influenciar a sucessão. A disputa rapidamente estourou prontamente em batalha.Mononobe no Moriya foi responsabilizado de ter incendiando os primeiros templos budistas no Japão, e de atirar as primeiras imagens de Buda, vindas de Baekje, nos canais da cidade de Naniwa (atual Osaka). O conflito culminou na Batalha de Shigisan. Nesta, os Soga foram vitoriosos, e Mononobe no Moriya foi morto, junto com Nakatomi no Katsumi e do jovem príncipe que buscava o trono .